# Richard Seymour
Richard Seymour   (Ballymena, 1977) és un periodista i assagista nord-irlandès. Ha escrit els llibres The Liberal Defense of Murder (2008), The Meaning of David Cameron (2010), Unhitched (2013), Against Austerity (2014) i Corbyn: The Strange Rebirth of Radical Politics (2016) i Disaster Nationalism: The Downfall of Liberal Civilization (2024), entre d'altres.

## Trajectòria
Seymour va néixer en una família protestant i actualment viu a Londres. Va ser membre del Socialist Workers Party, organització que va abandonar el març de 2013. Va acabar el seu doctorat en sociologia a la London School of Economics sota la supervisió de Paul Gilroy. La seva tesi, de 2016, es va titular «Cold War anticommunism and the defence of white supremacy in the southern United States». Ha col·laborat amb publicacions com The Guardian i Jacobin. Des de setembre de 2014 va gravar una secció per al programa en anglès de Telesur The World Today with Tariq Ali.
Va iniciar el blog Lenin's Tomb el juny de 2003 i el 2005 va ser catalogat com el 21è blog més popular del Regne Unit. Tot i que dirigit per Seymour, també ha comptat amb col·laboracions com China Miéville i ha estat citat per la BBC. Seymour escriu sobre «qüestions com l'imperialisme, el sionisme, la islamofòbia i l'anticapitalisme, i cobreix les vagues i protestes amb imatges i reportatges».